# Rhyacophila antiquissima
Rhyacophila antiquissima là một loài Trichoptera hóa thạch trong họ Rhyacophilidae.